# أبراهام سموالوفيتش بيسيكوفيتش
أبراهام سموالوفيتش بيسيكوفيتش (بالروسية: Абра́м Само́йлович Безико́вич) هو عالم رياضيات روسي، عمل أساسا في إنجلترا. ولد في بيرديانسك، الواقعة على بحر آزوف (حاليا أوكرانيا).

## حياته ومساره المهني
درس بيسيكوفيتش تحت رعاية آندريه ماركوف في جامعة جامعة سانت بطرسبورغ الحكومية. في عام 1920، شغل منصبا في جامعة بتروغراد.